# Фэруэтер
Фэруэтер (англ. Fairweather Mountain, «Гора хорошей погоды») — самая высокая вершина Британской Колумбии и седьмая по высоте вершина Аляски.

## География
Гора Фэруэтер расположена в южном конце Гор Святого Ильи на границе Британской Колумбии (Канада) c Аляской (США) в том месте, где часть территории Британской Колумбии выступает на юго-запад, почти отрезая «Ручку Аляски». Фэруэтер находится прямо над заливом Глейшер-Бей в 20 километрах к востоку от Тихого океана и является одной из самых высоких береговых гор в мире. Ледники, рожденные на её склонах стекают на запад в залив Аляска. Абсолютная высота вершины составляет 4663
метра над уровнем моря, относительная высота — 3951 метр. Большая часть горы входит в состав национального парка Глейшер-Бей.

## История
Гора Фэруэтер была названа 3 мая 1778 года капитаном Джеймсом Куком, по-видимому из-за необыкновенно хорошей погоды, стоявшей в то время. Название было по-разному переведено: Жан-Франсуа де Лаперуз назвал её «Mt. Beautemps» (атлас 1786 года), на карте Гальяно 1802 года она обозначена «Mte. Buen-tiempo» (карта 3), на карте № 1378 Русского Гидрографического отдела 1847 года — «Гор[a] Хорошей погоды», на карте № 7 1852 года вице-адмирала Императорского Российского Военно-морского флота Михаила Дмитриевича Тебенькова — «Г[ора] Файерведер», на карте Константина Гревинка 1850 года — «Schonwetterberg» и на карте Юстаса Пертхеса 1882 года — «Schonwetter Berg».
Несмотря на своё название, гора и её окрестности характеризуются очень плохими погодными условия и большим количеством осадков, что затрудняет подъём на её вершину. Первыми на неё поднялись 7 июня 1931 года американцы Ален Карпэ и Терри Мур, второй подъём был осуществлён в июне 1958 года в честь столетия Британской Колумбии канадской экспедицией в составе 8 человек во главе с Пэдди Шерманом.